# Brands Hatch
Brands Hatch Circuit je automobilová závodní dráha v Anglii. Nachází se v obci Fawkham (u Dartfordu) jihovýchodně od Londýna v anglickém hrabství Kent a současně bezprostředně vedle dálnice A2. První závody se zde konaly v roce 1926, v té době však na travnaté dráze. Délka dráhy činí 4,207 kilometru.

## Formule 1
| No. | Rok  | Jezdec             | Konstruktér | Motor         | Pneu | Čas           | Délka kola | Počet kol | Rychlost     | Datum        | Grand Prix     |
| --- | ---- | ------------------ | ----------- | ------------- | ---- | ------------- | ---------- | --------- | ------------ | ------------ | -------------- |
| 1   | 1964 | Jim Clark          | Lotus       | Climax        | D    | 2:15:07,000 h | 4,265 km   | 80        | 151,514 km/h | 11. červenec | Velká Británie |
|     |      |                    |             |               |      |               |            |           |              |              | Velká Británie |
| 2   | 1966 | Jack Brabham       | Brabham     | Repco         | G    | 2:13:13,400 h | 4,265 km   | 80        | 153,667 km/h | 16. červenec | Velká Británie |
|     |      |                    |             |               |      |               |            |           |              |              | Velká Británie |
| 3   | 1968 | Joseph Siffert     | Lotus       | Ford          | F    | 2:01:20,300 h | 4,265 km   | 80        | 168,718 km/h | 20. červenec | Velká Británie |
|     |      |                    |             |               |      |               |            |           |              |              | Velká Británie |
| 4   | 1970 | Jochen Rindt       | Lotus       | Ford          | F    | 1:57:02,000 h | 4,265 km   | 80        | 174,925 km/h | 18. červenec | Velká Británie |
|     |      |                    |             |               |      |               |            |           |              |              | Velká Británie |
| 5   | 1972 | Emerson Fittipaldi | Lotus       | Ford          | F    | 1:47:50,200 h | 4,265 km   | 76        | 180,351 km/h | 15. červenec | Velká Británie |
|     |      |                    |             |               |      |               |            |           |              |              | Velká Británie |
| 6   | 1974 | Jody Scheckter     | Tyrrell     | Ford          | G    | 1:43:02,200 h | 4,265 km   | 75        | 186,269 km/h | 20. červenec | Velká Británie |
|     |      |                    |             |               |      |               |            |           |              |              | Velká Británie |
| 7   | 1976 | Niki Lauda         | Ferrari     | Ferrari       | G    | 1:44:19,660 h | 4,207 km   | 76        | 183,881 km/h | 18. červenec | Velká Británie |
|     |      |                    |             |               |      |               |            |           |              |              | Velká Británie |
| 8   | 1978 | Carlos Reutemann   | Ferrari     | Ferrari       | M    | 1:42:12,390 h | 4,207 km   | 76        | 187,698 km/h | 16. červenec | Velká Británie |
|     |      |                    |             |               |      |               |            |           |              |              | Velká Británie |
| 9   | 1980 | Alan Jones         | Williams    | Ford          | G    | 1:34:49,228 h | 4,207 km   | 76        | 202,318 km/h | 13. červenec | Velká Británie |
|     |      |                    |             |               |      |               |            |           |              |              | Velká Británie |
| 10  | 1982 | Niki Lauda         | McLaren     | Ford          | M    | 1:35:33,812 h | 4,207 km   | 76        | 200,745 km/h | 18. červenec | Velká Británie |
| 11  | 1983 | Nelson Piquet      | Brabham     | BMW           | M    | 1:36:45,865 h | 4,207 km   | 76        | 198,254 km/h | 25. září     | Evropa         |
| 12  | 1984 | Niki Lauda         | McLaren     | Porsche (TAG) | M    | 1:29:28,532 h | 4,207 km   | 71        | 200,299 km/h | 22. červenec | Velká Británie |
| 13  | 1985 | Nigel Mansell      | Williams    | Honda         | G    | 1:32:58,109 h | 4,207 km   | 75        | 203,634 km/h | 6. září      | Evropa         |
| 14  | 1986 | Nigel Mansell      | Williams    | Honda         | G    | 1:30:38,471 h | 4,207 km   | 75        | 208,862 km/h | 13. červenec | Velká Británie |

## Verze okruhu

Trať od roku 1964
Trať od roku 1974
Trať v roce 1986